# Предпочтение нулевого риска
Предпочтение нулевого риска — склонность выбирать стратегию, при которой один из нескольких рисков исчезает полностью, вместо стратегии, которая частично снижает несколько рисков, даже если в этом случае общий риск окажется ниже. Это когнитивное искажение проявляется в таких областях принятия решений как инвестирование, здравоохранение, экология или общественная безопасность.

## Пример
В одном из исследований участникам были предложены три варианта очистки токсичных свалок А и Б, первая из которых вызывала 8 случаев заболеваний раком ежегодно, а вторая — 4. В двух вариантах количество случаев заболеваний снижалось на 6 в год, а в третьем — всего на 5 в год, зато свалка Б становилась полностью безопасной. 18 % участников предпочли третий вариант, хотя он в целом менее эффективен, чем два других. В другой версии того же опроса все три варианта давали равное общее снижение рисков — в этом случае 42 % участников исследования предпочли вариант с нулевым риском на свалке Б.
|                                         | Заболевания до очистки | Заболевания до очистки | Заболевания после очистки | Заболевания после очистки | Общее снижение количества заболеваний |
| --------------------------------------- | ---------------------- | ---------------------- | ------------------------- | ------------------------- | ------------------------------------- |
| 1) Равное относительное снижение риска  | 8                      | 4                      | 4                         | 2                         | 6                                     |
| 2) Максимальная очистка А и частичная Б | 8                      | 4                      | 3                         | 3                         | 6                                     |
| 3) Полная очистка Б и частичная А       | 8                      | 4                      | 7                         | 0                         | 5                                     |

Поскольку полное уничтожение риска как правило много дороже частичного (например, требуется обнаруживать всё более мелкие вредные частицы или предотвращать всё более сложные способы терактов), склонность предпочитать именно нулевой риск ведёт к неэффективному распределению средств и ресурсов.

## Объяснение эффекта
Существует мнение, что полное устранение одного из рисков позволяет более не тратить на него внимание, что тоже имеет ценность. Возможно, склонность оценивать эффект (снижение риска) в относительных значениях, а не абсолютных, заставляет людей предпочитать 100%-ное снижение риска.